# 트레이 사토리우스
트레이 사토리우스(Trey Sartorius, 2003년 5월 30일 ~ )는 미국의 SNS 스타이자 배우이다. 2025년 6월 기준, 트레이 사토리우스는 모든 플랫폼을 합쳐 200만 명 이상의 팔로워를 보유하고 있다.